# Wang Yongzhi
Dans ce nom chinois, le nom de famille, Wang, précède le nom personnel.
Wang Yongzhi (en sinogrammes simplifiés : 王永志, en chinois traditionnel : 王永誌, en pinyin : Wáng Yǒngzhì), né le 17 novembre 1932 dans le xian de Changtu (Liaoning) et mort le 11 juin 2024, est un scientifique aérospatial chinois, académicien à l'Académie chinoise d’ingénierie.
Il est connu pour être l'architecte général des premiers vaisseaux habités chinois Shenzhou 5 et Shenzhou 6.
Wang Yongzhi est diplômé de l'institut d'aviation de Moscou en 1961.
En 2003, il est récompensé de la plus haute distinction scientifique et technologique de son pays et reçoit le Prix suprême national de science et technologie, des mains du président Hu Jintao.

## Honneur
L'astéroïde (46669) Wangyongzhi est nommé en son honneur.